# 飯高弘章
飯髙 弘章（いいだか ひろあき、1990年10月2日 - ）は、千葉県出身のサッカー指導者。

## 来歴
2009年、八千代松陰高校サッカー部で指導者としてのキャリアを始める。
2014年、ザスパクサツ群馬のアカデミーGKコーチに就任。2016年にはザスパクサツ群馬のU-12監督を務める。
2017年からは鹿島アントラーズノルテジュニアユースのGKコーチに就任。
2020年、Y.S.C.C.横浜のトップチームGKコーチに就任。翌21年には前年の66失点から半減させ、リーグ6位タイの堅守を構築しチームの過去最高成績である8位フィニッシュに貢献。
2023年、FC琉球トップチームGKコーチに就任。
2024年、カターレ富山トップチームGKコーチに就任。前年の48失点から36失点に減らしリーグ最少クラスの堅守を構築。チームのJ2復帰に貢献した。
2024年12月16日、2025シーズンよりテゲバジャーロ宮崎のトップチームGKコーチに就任する事が発表された。

## 指導歴
- 2009年 - 2014年 八千代松陰高等学校GKコーチ
- 2014年 - 2015年 ザスパクサツ群馬アカデミー GKコーチ
- 2016年 ザスパクサツ群馬U-12 監督
- 2017年 - 2019年 鹿島アントラーズノルテジュニアユース GKコーチ
- 2020年 - 2022年 Y.S.C.C.横浜 GKコーチ
- 2023年 FC琉球 GKコーチ
- 2024年 カターレ富山 GKコーチ
- 2025年 - テゲバジャーロ宮崎 トップチームGKコーチ兼アカデミーGKコーチ